# Dänische Squash-Meisterschaften
Die dänischen Squash-Meisterschaften sind ein Wettbewerb zur Ermittlung des nationalen Meistertitels im Squash in Dänemark. Ausrichter ist der Dansk Squash Forbund.
Seit 1978 werden die Meisterschaften bei den Herren und bei den Damen jährlich ausgetragen. Rekordhalter sind Arthur Jacobsen bei den Herren mit zwölf Titeln sowie Line Hansen bei den Damen mit 13 Titeln.

## Dänische Meister
Die Nummern in Klammern hinter den Namen geben die Anzahl der gewonnenen Meisterschaften wieder. Folgende Spieler konnten die Meisterschaft gewinnen:
| Jahr | Herren                 | Damen                          |
| ---- | ---------------------- | ------------------------------ |
| 1978 | Peter Gerlow           | Merethe Olsen                  |
| 1979 | Arthur Jacobsen        | Lene Troelsen                  |
| 1980 | Arthur Jacobsen (2)    | Anne Marie Østby               |
| 1981 | Arthur Jacobsen (3)    | Camilla Thomsen                |
| 1982 | Arthur Jacobsen (4)    | Ikke Afholdt                   |
| 1983 | Dan Christensen        | Helle Dinesen                  |
| 1984 | Arthur Jacobsen (5)    | Helle Dinesen (2)              |
| 1985 | Arthur Jacobsen (6)    | Helle Dinesen (3)              |
| 1986 | Arthur Jacobsen (7)    | Helle Dinesen (4)              |
| 1987 | Arthur Jacobsen (8)    | Elsebeth Jensen                |
| 1988 | Arthur Jacobsen (9)    | Elsebeth Jensen (2)            |
| 1989 | Arthur Jacobsen (10)   | Elsebeth Jensen (3)            |
| 1990 | Arthur Jacobsen (11)   | Elsebeth Jensen (4)            |
| 1991 | Tim Hoelgaard          | Katie Leabourn                 |
| 1992 | Arthur Jacobsen (12)   | Elsebeth Jensen (5)            |
| 1993 | Tim Hoelgaard (2)      | Helle Vestergaard              |
| 1994 | Tim Hoelgaard (3)      | Ellen Hamborg                  |
| 1995 | Tim Hoelgaard (4)      | Ellen Hamborg (2)              |
| 1996 | Carsten Vinter         | Julie Dorn-Jensen              |
| 1997 | Carsten Vinter (2)     | Julie Dorn-Jensen (2)          |
| 1998 | Carsten Vinter (3)     | Ellen Petersen 1 (3)           |
| 1999 | Kasper Bodenhoff       | Ellen Petersen (4)             |
| 2000 | Morten W. Sørensen     | Ellen Petersen (5)             |
| 2001 | Mikkel Korsbjerg       | Ellen Petersen (6)             |
| 2002 | Mikkel Korsbjerg (2)   | Ellen Petersen (7)             |
| 2003 | Mads Korsbjerg         | Ellen Petersen (8)             |
| 2004 | Mikkel Korsbjerg (3)   | Ellen Petersen (9)             |
| 2005 | Mikkel Korsbjerg (4)   | Ellen Petersen (10)            |
| 2006 | Mads Korsbjerg (2)     | Line Hansen                    |
| 2007 | Morten W. Sørensen (2) | Line Hansen (2)                |
| 2008 | Morten W. Sørensen (3) | Line Hansen (3)                |
| 2009 | Rasmus Nielsen         | Line Hansen (4)                |
| 2010 | Kristian Frost         | Line Hansen (5)                |
| 2011 | Kristian Frost (2)     | Line Hansen (6)                |
| 2012 | Kristian Frost (3)     | Line Hansen (7)                |
| 2013 | Morten W. Sørensen (4) | Line Hansen (8)                |
| 2014 | Kristian Frost (4)     | Line Hansen (9)                |
| 2015 | Kristian Frost (5)     | Line Hansen (10)               |
| 2016 | Kristian Frost (6)     | Line Hansen (11)               |
| 2017 | Kristian Frost (7)     | Line Hansen (12)               |
| 2018 | Kristian Frost (8)     | Sally Skaarenborg              |
| 2019 | Kristian Frost (9)     | Line Hansen (13)               |
| 2020 | Rasmus Nielsen (2)     | Sarah Lauridsen                |
| 2021 | Theis Houlberg         | Caroline Lyng Christiansen     |
| 2022 | Theis Houlberg (2)     | Caroline Lyng Christiansen (2) |
| 2023 | Theis Houlberg (3)     | Caroline Lyng Christiansen (3) |
| 2024 | Theis Houlberg (4)     | Caroline Lyng Christiansen (4) |
| 2025 | Theis Houlberg (5)     | Caroline Lyng Christiansen (5) |

 1 Ellen Hamborg trat nach ihrer Heirat unter ihrem neuen Namen Ellen Petersen an.